# Robertus naejangensis
Robertus naejangensis är en spindelart som beskrevs av Seo 2005. Robertus naejangensis ingår i släktet fuktspindlar, och familjen klotspindlar. Inga underarter finns listade i Catalogue of Life.